# 溪心寮
溪心寮，原寫為溪心藔，是台灣台南市安南區的一個傳統地域名稱，也是全區行政中心所在地，位於該區中部偏東南。相較於今日行政區，其範圍大致包括溪墘里、安富里、溪東里、大安里、理想里不含西部中央地帶、梅花里、海東里東北部、鳳凰里西大半部、淵東里東部、溪心里、原佃里西大半部、佃東里南部、長安里西南部。

## 歷史
台灣清治末期至日治初期，溪心寮地區為一街庄，稱為「溪心藔庄」，隸屬於外武定里。該庄北與公親藔庄為鄰，東與安順藔庄為鄰，南邊為鄭仔藔庄，西邊為海尾藔庄、媽祖宮庄。
1901年（日治明治三十四年）11月，全台廢縣廳改設二十廳，該庄隸屬於鹽水港廳。1903年（明治三十六年）6月，該庄編入「西港仔區」，仍隸屬於鹽水港廳。1909年（明治四十二年）10月，合併二十廳為十二廳，西港仔區改隸屬於台南廳。1920年（大正九年），全台地方制度大改正，廢十二廳改設五州二廳，該庄改制並雅化為「溪心寮」大字，隸屬於臺南州新豐郡安順庄。
戰後安順庄改制為安順鄉，隸屬於臺南縣，大字亦改制為村。1946年安順鄉劃入省轄臺南市，改稱為安南區，村亦改制為里。2010年12月25日，臺南縣市合併改制為直轄臺南市。

## 聚落
本地區發展較早的聚落有溪心藔、十三佃等，在日治期初期的官方地圖上已有記載。

## 交通
- 省道台17甲線
- 省道台17乙線

## 學校
- 安南國中（東半部）
- 安慶國小

## 廟宇
- 飛虎將軍廟